# Лёвшин, Лев Львович
Лев Львович Лёвшин (1842—1911) — русский медик, хирург, заслуженный профессор Московского университета, действительный статский советник.

## Биография
Происходил из старинного дворянского рода Тульской губернии. Родился 27 февраля (11 марта) 1842 года в Варшаве в семье подполковника (впоследствии, генерал-майора артиллерии) Л. И. Левшина.
Учился в Варшавском дворянском институте, который окончил с золотой медалью в 1860 году и в том же году поступил в Петербургский университет, «по разряду математических наук». В 1861 году со 2-го курса физико-математического факультета университета перешёл в Петербургскую медико-хирургическую академию, где уже с 3-го курса исполнял обязанности прозектора на кафедре описательной анатомии у профессора Ф. П. Ландцерта.
В 1866 году окончил академию с отличием со степенью лекаря и был прикомандирован к военно-сухопутному клиническому госпиталю, как ординатор. В 1876 году был отправлен на 8 месяцев за границу «с ученой целью». По возвращении в Россию был назначен ординатором госпитальной хирургической клиники и одновременно состоял прозектором при Ландцерте. С 1868 года о преподавал в медико-хирургической академии описательную анатомию. В 1869—1870 гг. вновь был за границей и в мае 1870 года защитил докторскую диссертацию «Анатомо-гистологические исследования над лимфатической и кровеносной системами в желудочно-кишечном канале пятнистой саламандры» (СПб., 1870). С 1872 года состоял младшим врачом лейб-гвардии Павловского полка.
В 1874 году был избран экстраординарным профессором по кафедре теоретической хирургии Казанского университета; с мая 1881 года — на кафедре госпитальной хирургической клиники, с 1885 года — ординарный профессор. В 1877 году участвовал в русско-турецкой войне в качестве консультанта по хирургии.
С 15 мая 1883 года — в чине действительного статского советника.
Исполнял должность декана медицинского факультета Казанского университета. В 1887 году был перемещён на кафедру факультетской хирургической клиники.
С 1893 года Левшин жил и работал в Москве — ординарный профессор кафедры госпитальной хирургической клиники Московского университета. С 1899 года — заслуженный профессор Московского университета. По его инициативе при госпитальной хирургической клинике был создан первый рентгеновский кабинет.
В 1900 году оставил кафедру «за выслугой лет» и до конца жизни занимал пост директора первого в России Института лечения опухолей, который был построен на средства семьи Морозовых на Девичьем Поле в 1903 году.
Жил в Москве на улице Волхонке, д. 6.

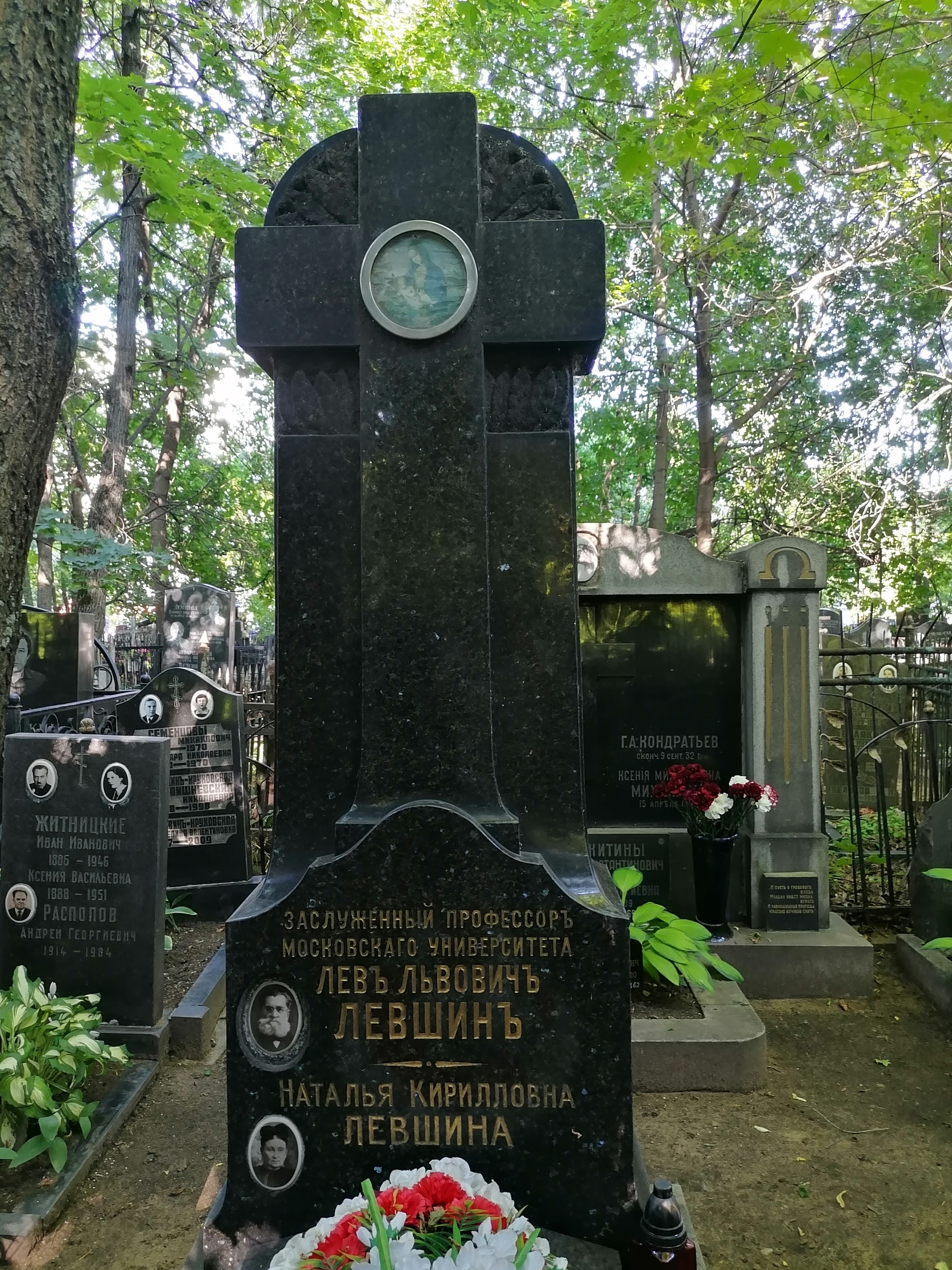
Могила на Ваганьковском кладбище

Умер 23 сентября (6 октября) 1911 года. Похоронен на Ваганьковском кладбище; могила утрачена . Могила была найдена, 11 марта силами студентов Первого МГМУ было организовано возложение цветов.

## Заслуги
Лев Львович Левшин — автор более 40 научных работ, написал руководство для студентов «Основы хирургии» (в 4-х т. — 1880, 1882, 1885, 1894); руководство «Неотложная хирургия» (СПб., 1909. — 626 с.). После его смерти был напечатан 3-томный труд: «Хирургия в неотложный случаях» (СПб., 1912) — с 1281 рисунком и 16 цветными таблицами.
Он одним из первых в России, ещё в 1870-х годах, ввёл в хирургическую практику антисептику.
Под его руководством были воспитаны русские хирурги: профессора Н. А. Геркен, В. И. Разумовский, С. Е. Березовский, П. Д. Соловов, А. Г. Русанов, С. И. Спасокукоцкий. Кроме профессиональной, он занимался и общественной деятельностью — был действительным членом Казанского общества врачей и Казанского военно-санитарного общества, членом-учредителем съездов российских хирургов, совещательным членом военно-медицинского учёного комитета, а также принимал участие в земской медицине, особенно помогая в период народных бедствий.
Был награждён орденами Св. Станислава 1-й ст. (1896), Св. Владимира 3-й ст. (1893), Св. Анны 2-й ст. (1883), медалью «В память войны 1877-1878» и медалью «В память царствования императора Александра III».

## Труды
Автор свыше 40 научных работ:
- Zur Histologie des rachitischen Processes // Centr. f. m. W.. — 1867. — № 37.
- О вылущениях в тазобедренном сочленении // В.-М. Ж. — 1868. — Апрель.
- Аномалия перекрестная щитовидных артерий // В.- М. Ж.. — 1868. — Ноябрь.
- Uber d. Blut-и. Lуmphsystem im Darmkanal. — Wien: Denk. d. K. К. Akad., 1870.
- О кровеносной и лимфатической системе желудочно-кишечного канала. — СПб., 1870.
- Zur Entwickelung des Knochengewebes // Bull. Acad. d. Sciences Petersbourg. — 1871.
- Ueber die terminalen Blutgefassschlingen in d. Diaphysenenden d.Röhrenknochen d. Neugeborenen // Bull de l'Acad. Imp. des Sciences. — Petersbourg. — Т. VIII.
- Ueber die Entwickelung des Rohrenknochen der Batrachier // Centr. d. m. Wiss.. — 1873.
- Гистологическое исследование пояса окостенения  нормально растущих и пораженных ракитической болезней костей // Ж. Норм. и Пат. Гистологии М. М. Руднева. — 1872 - 1873.
- Об уходе за хирургическими больными // Прот. Общ. Каз. Врач. — 1872.
- Метастатический нарыв в печени, распознанный при жизни // В.- М. Ж.. — 1872. — Ноябрь.
- Инъекционный прибор Геринга // Прот. Общ. Каз. Врач.. — 1873 - 1874.
- Перевод "Руководство частной хирургии" Ф. Кенига. — 1876 - 1879.
- О воспалении клетчатки на груди // Прот. Об. Р. Вр.. — 1874.
- Kunsticher Kuhkumys // Berl. med. Wochenschr. — 1874. — № 39.
- О происхождении гноя // Уч. Записки Казанского университета. — 1874. — Ноябрь.
- О движении больных казанской земской больницы // Протокол зем. собрания. — 1877.
- Применение повязки Листера, с описанием операций // В. - М. Ж. — 1877. — Декабрь.
- Перевод "Руководство хирургии" К. Гютера. — Казань, 1879.
- Перевод "Размещение раненых на театре войны" Генцлира. — Казань, 1880.
- Об успехах хирургии // Прот. Общ. Каз. Врач. — 1881.
- Очерк сочинений Н. И. Пирогова по хирургии // Прот. Общ. Каз. Врач. — 1881.
- Zur Jodoformfrage // Centrbl. f. Chir. — 1882. — № 2.
- Кровать для пользования вытяжением переломов бедра // Врач. — 1882. — № 43.
- Krankenbett für Schwerverletzte // Monatsschr. ärzt. Polytechnik. — 1883.
- Николай Лидресвич Виноградов, как профессор и врач // Прот. Об. Каз. Врачей. — 1886.
- О современных способах перевязки ран // Уч. Зап. Каз. унив. — 1886.
- Основы хирургии. Руководство для студентов. 1 ч. // Уч. Зап. Каз. унив. — 1882.
- Основы хирургии. Руководство для студентов. 2 ч. // Уч. Зап. Каз. унив. — 1885.
- Военная хирургия // Уч. Зап. Каз. унив. — 1886.
- О переломах и повязках // Учен. Зап. Каз. унив. — 1888.
- Geographische Vertheilung d. Steinkrankheiten. — Berlin, 1890.
- Распространение каменной болезни в России // Лет. Хир. Общ. — Москва, 1892.
- Об устройстве дезинфекционных камер // Прот. Общ. Каз. Bp. — 1892.
- О постройке хирургических клиник // Лет. Хир. Общ. — Москва, 1893.
- Самовар-обезпложиватель // Врач. — 1892. — № 51.
- Самовар-паропроизводитель // Врач. — 1893. — № 32.